# Estats aspirants de l'Índia
.

Estats aspirants de l'Índia

Índia va augmentar el nombre dels estats de la Unió el 2000 amb tres nous estats:
- Uttarakhand o Uttaranchal que reclamava ser una província i després un estat des del Congrés de Karachi de 1928. La població és en un 80% lakh i les castes superiors hi són també el 80%
- Jharkhand, format per les àrees tribals de Bihar. S'havia proposat incloure també les àrees tribals d'Orissa i Bengala Occidental (que s'havia de dir Vananchal) però no hi va haver consens. La creació de l'estat va arribar a ser defensada mitjançant la lluita armada.
- Chhattisgarh, format per les àrees tribals de Madhya Pradesh. Els tribals però no són majoria. Va reclamar la seva constitució des del 1964

Altres estats esperen torn per aconseguir el mateix objectiu, entre els quals els principals són:
- Gurkhaland (o Gorkhaland), pels gurkhes, que van organitzar la lluita armada i van obtenir districte autònom el desembre de 1988
- Telengana, que ho reclama des del 1947, aprovat el 2009
- Ladakh, convertit en districte autònom el setembre de 1995
- Bodoland, que ho reclama des dels anys seixanta, convertit en Consell Autònom
- Garoland, o País dels Garo, que van reclamar formar estat quan es va crear Meghalaya
- Mithilanchal, estat proposat pel poble dels Mithila al nord de Bihar.
- Vidarbha, que demana ser estat separat de Maharashtra des dels anys seixanta
- Kodagu que va demanar l'estatus d'estat a començaments dels anys noranta, amb els districtes al sud de Karnataka
- Pondicherry, de l'antiga Índia Francesa, ja va demanar ser estat als anys setanta i la proposta té el suport de tots els partits locals.
- Harit Pradesh, part occidental d'Uttar Pradesh
- Koshala, occident d'Orissa